# Беляев Починок
Беляев Починок — поселок в Мамадышском районе Татарстана. Входит в состав Красногорского сельского поселения.

## География
Находится в центральной части Татарстана на расстоянии приблизительно 4 км на запад по прямой от районного центра города Мамадыш.

## История
Основан в первой половине XVII века выходцами из села Красная Горка.

## Население
Постоянных жителей было: в 1859—167, в 1897—252, в 1908—216, в 1920—215, в 1926—268, в 1938—151, в 1949—120, в 1958 — 74, в 1970 — 53, в 1979 — 36, в 1989 — 7, в 2002 году 17 (русские 100 %), в 2010 году 10.